# Susanna Fontanarossa
Susanna Fontanarossa (n. ca. 1435 – f. 1489) fue muy probablemente la esposa de Domenico Colombo, y progenitora junto a él de, entre otros, Cristóbal Colón, considerado el descubridor de las Américas.

## Biografía

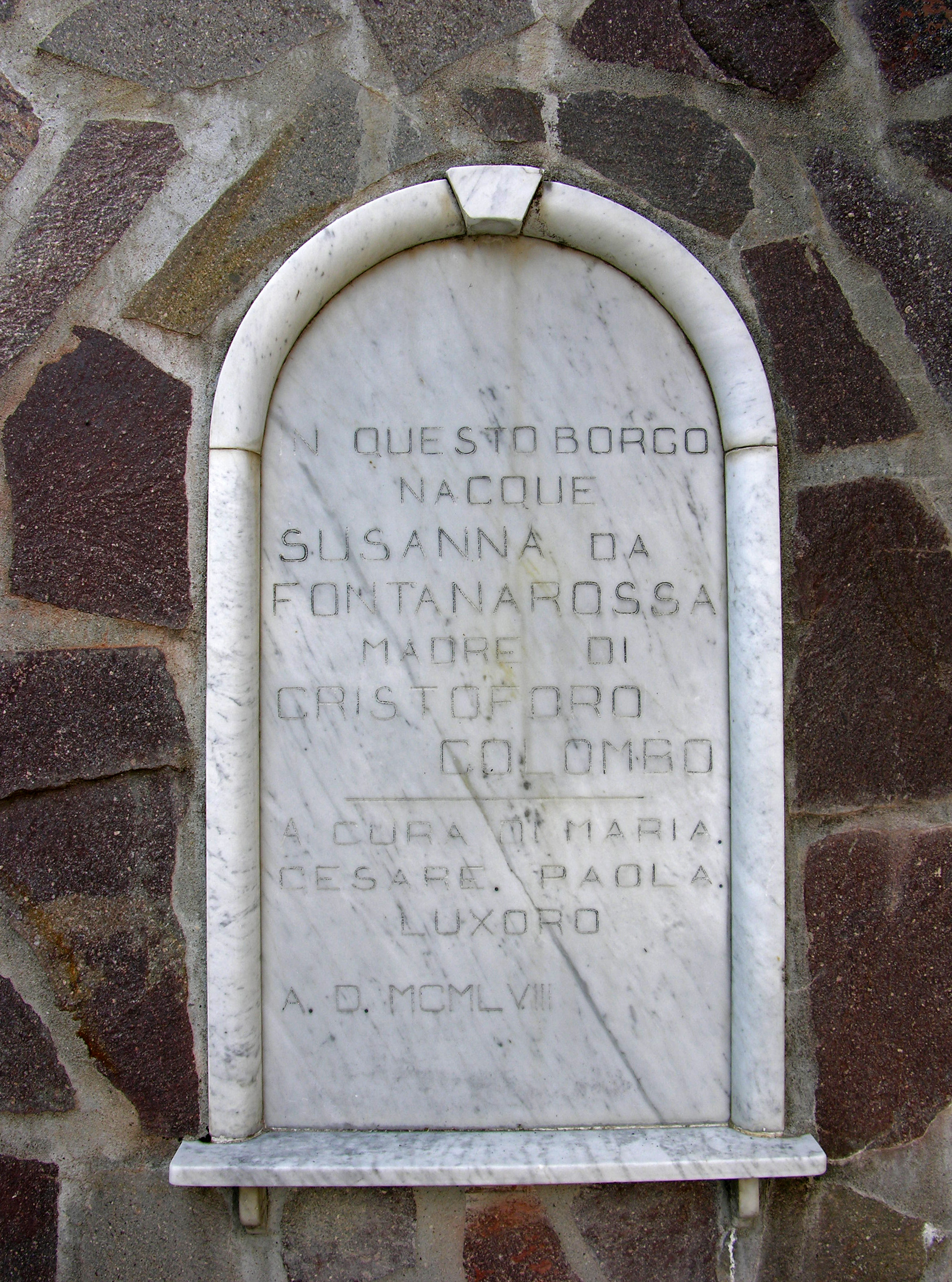
Una placa dedicada a Susanna Fontanarossa.

No se tiene certeza del día y lugar exactos del nacimiento de Susanna Fontanarossa, ni de si estaba o no casada con Domingo Colón, padre de Cristóbal Colón. Se han sugerido localidades como Quezzi, Trebbia y Gorreto como lugar de nacimiento. Podría haber nacido hacia el año 1435.
Una teoría indica que Susanna era originaria del pueblo de Fontanarossa, que se encontraría en las localidades italianas de Val Bisagno o Val Trebbie, por lo que el nombre correcto sería Susanna de Fontanarossa y no Susanna Fontanarossa.
Muchos sugieren que Susanna murió en 1489. De ser así, no vivió para ver a Cristóbal Colón pisar las Indias Occidentales en 1492.

## Matrimonio y descendencia
Probablemente contrajo matrimonio con Domingo Colón entre 1445 y 1463, y efectivamente, vivieron durante años en la república de Génova y ahí allí a sus hijos. Tuvieron cuatro hijos varones y a una hija, que se casaría con Santiago Bavarello.